# Parapercis aurantiaca
Parapercis aurantiaca är en fiskart som beskrevs av Döderlein, 1884. Parapercis aurantiaca ingår i släktet Parapercis och familjen Pinguipedidae. Inga underarter finns listade i Catalogue of Life.